# Паркштеттен
Паркштеттен (нім. Parkstetten) — громада в Німеччині, розташована в землі Баварія. Підпорядковується адміністративному округу Нижня Баварія. Входить до складу району Штраубінг-Боген.
Площа — 19,47 км2. Населення становить 3297 ос. (станом на 31 грудня 2020).